# 2770 (avis)
Avisen 2770 Tårnby (eller blot 2770) er en lokal gratisavis, der udkommer hver anden tirsdag (i de lige uger) og distribueres via stativer mv. cirka 85 steder rundt i hele Tårnby Kommune, og i supermarkeder, på biblioteker og på rådhuset i Dragør, samt i enkelte supermarkeder i den sydligste del af Københavns Kommune. Oplaget er 12.000. Avisen trykkes af Dansk Avis Tryk i Glostrup. 
Avisen blev under navnet "2770 – lokalnyt for Kastrup, Tårnby, Tømmerup, Ullerup og Vestamager" startet op på privat basis af Ulf B. Bjørton og Vibeke Pless i 1995 og blev navngivet efter postnummeret for Kastrup. Indholdet af den annoncefinansierede avis var – og er – primært lokale informationer og nyheder for Kastrup og Tårnby.
Frem til september 1996 udkom avisen hver anden uge, derefter hver onsdag. 
I slutningen af 1997 solgte Ulf B. Bjørton avisen til Det Berlingske Hus, som ejer Mediecentret Amager og udgiver Amager Bladet, men forblev dog avisens (lokal)redaktør. Amager Bladet slog fra januar 1998 avisen sammen med sit eget tillæg "Lokalavisen for Kastrup, Tårnby og Dragør, således at den udgik under navnet Lokalavisen 2770/2791 og udkom fra det tidspunkt også med lokale nyheder for Dragør Kommune (med postnummeret 2791) i et oplag på godt 32.000 eksemplarer. I november 2005, startede Mediecentret dog en ny separat lokalavis, kaldet Dragør Avis, hvorfor 2770 pr. 1. februar 2006 kun hed "Lokalavisen 2770", og ikke mere udkom i Dragør Kommune.
Lokalavisen 2770 blev omdelt af Dansk DistributionsCenter (DDC) om tirsdagen i et oplag på 26.108 eksemplarer (8. maj 2007) til husstande i Tårnby Kommune samt en del af Københavns Kommune. Dansk Avis Tryk (DAT) stod for trykningen. 
Mediecentret Amager valgte at lukke avisen i maj 2007 (uge 19) og begrundede dens lukning med manglende annonceindtægter de sidste år af dens levetid.
2770's stifter Ulf B. Bjørton udtalte dagen efter lukningen, at han planlagde at videreføre avisen.
2770 begyndte igen at udkomme 20. juni 2007, ejet af Avisen 2770 aps. og med Ulf B. Bjørton som redaktør. Indtil 1. marts 2009 blev avisen i et oplag på 20.000 eksemplarer distribueret af Post Danmark hver anden tirsdag-onsdag til alle husstande, kontorer og butikker i Tårnby kommune. 
Redaktøren tager som eneste medarbejder sig også af distribution, fotografering, fakturering etc., således at der er tale om et af Danmarks absolut mindste bladhuse, med passende hjemsted i staldlængen på redaktørens ejendom på Ullerup mark, allersydligst i Tårnby kommune. 